# AkoufèN
AkoufèN est un groupe musical de metal alternatif franco-ontarien, formé en 2008.

## Groupe musical
Le groupe, formé en 2008, a fait ses débuts sur scène en 2009, lors du concours de musique franco-ontarien La Brunante, à l'Université Laurentienne de Sudbury. Le groupe y remporte la première place. Ainsi, le groupe se voit offrir la chance de faire partie du festival La Nuit sur l'étang en 2009, et de participer au concours Ontario Pop. Durant l'année scolaire 2012-2013, AkoufèN a fait la tournée des écoles secondaires franco-ontariennes et y a donné plus de 45 spectacles.

## Origine du nom
Le nom du groupe provient du mot acouphène, soit un son, un sifflement ou encore un tintement dans les oreilles.

## Membres
Les 4 membres du groupe sont:
- Matthieu Leroux (voix et guitare)
- Martin Rocheleau (basse et voix)
- Marc-Antoine Joly (voix et guitare)
- Simon Joly (batterie et voix)

Matthieu et Martin sont tous deux originaires de la ville de Timmins, tandis que les frères Joly viennent de Hawkesbury,.